# Maria Anna von Sachsen (1799–1832)

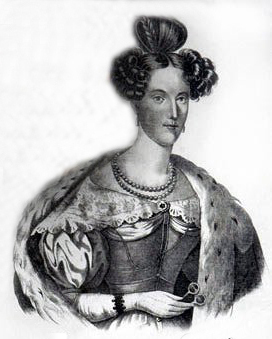
Prinzessin Maria Anna von Sachsen

Maria Anna Carolina Josepha Vincentia Xaveria Nepomucena Franziska de Paula Franziska de Chantal Johanna Antonia Elisabeth Cunigunde Gertrud Leopoldina, Prinzessin von Sachsen (* 15. November 1799 in Dresden; † 24. März 1832 in Pisa) war durch Heirat eine Großherzogin der Toskana.

## Leben
Maria Anna war die dritte Tochter von Prinz Maximilian von Sachsen, Sohn des Kurfürsten Friedrich Christian, und seiner ersten Ehefrau Caroline von Bourbon-Parma, der Tochter des Herzogs Ferdinand von Parma.
Prinzessin Maria Anna heiratete am 16. November 1817 in Florenz Erzherzog Leopold von Österreich, Erbgroßherzog der Toskana, den Sohn von Großherzog Ferdinand III. der Toskana und Luisa Maria von Neapel-Sizilien, Prinzessin von Bourbon und beider Sizilien. Maria Annas ältere Schwester Maria vermählte sich 1821 mit Großherzog Ferdinand III. und wurde somit Maria Annas Schwiegermutter. Am 18. Juni 1824 folgte Leopold seinem verstorbenen Vater in der Regierung und Maria Anna wurde nun Großherzogin von Toskana.
Maria Anna zeigte während ihres kurzen Lebens eine starke Begeisterung für antike Malereien und Gedichte. So erwarb sie für eine unbekannte aber wohl sehr hohe Summe den Liber Interitus des antiken Schriftstellers Horaz (Q. Horatius Flaccus).
Wohl durch gnostische Schriften inspiriert, soll sie einen kurzen Gedichtband mit Namen Chuchotet d'Archont verfasst haben, der jedoch erst posthum veröffentlicht wurde.
Obwohl Maria Annas Ehe anscheinend gut verlief, war sie dadurch belastet, dass aus ihr in den ersten fünf Jahren keine Kinder hervorgingen und danach zwar drei Mädchen, aber keine Söhne geboren wurden. Daher würde die Toskana, da ihre Weitervererbung innerhalb der Sekundogenitur gemäß dem habsburgischen Familienvertrag nur in männlicher Linie möglich war, nach dem Tod Großherzog Leopolds II., falls er nicht doch noch einen Thronfolger bekam, an das österreichische Kaiserhaus zurückfallen. Kurz bevor Maria Anna am 24. März 1832 mit nur 32 Jahren an einem Lungenleiden in Pisa verstarb, riet sie ihrem Gatten noch, sich eine neapolitanische Bourbonin zur zweiten Gemahlin zu nehmen, da sich diese durch Kinderreichtum auszeichneten. Tatsächlich beherzigte Leopold II. diese Empfehlung und heiratete ein Jahr nach Maria Annas Ableben Maria Antonia von Neapel-Sizilien, die ihm zehn Kinder gebar, unter denen sich auch der Kronprinz befand.
Auguste Ferdinande, die am längsten lebende Tochter Maria Annas, erbte mit sehr großer Wahrscheinlichkeit ihre Lungenkrankheit von ihrer Mutter.

## Nachkommen
- Karolina Augusta von Österreich (1822–1841)
- Auguste Ferdinande von Österreich (1825–1864) ⚭ 1844 Prinz Luitpold von Bayern (1821–1912)
- Maria Maximiliane von Österreich (1827–1834)

## Vorfahren
| Ahnentafel Maria Anna von Sachsen | Ahnentafel Maria Anna von Sachsen                                                                | Ahnentafel Maria Anna von Sachsen                                                                | Ahnentafel Maria Anna von Sachsen                                                                | Ahnentafel Maria Anna von Sachsen                                                                | Ahnentafel Maria Anna von Sachsen                                                         | Ahnentafel Maria Anna von Sachsen                                                         | Ahnentafel Maria Anna von Sachsen                                                                          | Ahnentafel Maria Anna von Sachsen                                                                |
| --------------------------------- | ------------------------------------------------------------------------------------------------ | ------------------------------------------------------------------------------------------------ | ------------------------------------------------------------------------------------------------ | ------------------------------------------------------------------------------------------------ | ----------------------------------------------------------------------------------------- | ----------------------------------------------------------------------------------------- | --- | ------------------------------------------------------------------------------------------------ |
| Ururgroßeltern                    | König August II. (1670–1733) ⚭ 1693 Christiane Eberhardine von Brandenburg-Bayreuth (1671–1727)  | Kaiser Joseph I. (1678–1711) ⚭ 1699 Wilhelmine Amalie von Braunschweig-Lüneburg (1673–1742)      | Kurfürst Maximilian II. Emanuel (1662–1726) ⚭ 1695 Therese Kunigunde von Polen (1676–1730)       | Kaiser Joseph I. (1678–1711) ⚭ 1699 Wilhelmine Amalie von Braunschweig-Lüneburg (1673–1742)      | König Philipp V. (1683–1746) ⚭ 1714 Elisabetta Farnese (1692–1766)                        | König Ludwig XV. (1710–1774) ⚭ 1725 Maria Leszczyńska (1703–1768)                         | Herzog Leopold Joseph von Lothringen (1679–1729) ⚭ 1698 Élisabeth Charlotte de Bourbon-Orléans (1676–1744) | Kaiser Karl VI. (1685–1740) ⚭ 1708 Elisabeth Christine von Braunschweig-Wolfenbüttel (1691–1750) |
| Urgroßeltern                      | König August III. (1696–1763) ⚭ 1719 Maria Josepha von Österreich (1699–1757)                    | König August III. (1696–1763) ⚭ 1719 Maria Josepha von Österreich (1699–1757)                    | Kaiser Karl VII. (1697–1745) ⚭ 1722 Maria Amalia von Österreich (1701–1756)                      | Kaiser Karl VII. (1697–1745) ⚭ 1722 Maria Amalia von Österreich (1701–1756)                      | Herzog Philipp von Parma (1720–1765) ⚭ 1738 Marie Louise Élisabeth de Bourbon (1727–1759) | Herzog Philipp von Parma (1720–1765) ⚭ 1738 Marie Louise Élisabeth de Bourbon (1727–1759) | Kaiser Franz I. Stephan (1708–1765) ⚭ 1736 Maria Theresia (1717–1780)                                      | Kaiser Franz I. Stephan (1708–1765) ⚭ 1736 Maria Theresia (1717–1780)                            |
| Großeltern                        | Kurfürst Friedrich Christian von Sachsen (1722–1763) ⚭ 1747 Maria Antonia von Bayern (1724–1780) | Kurfürst Friedrich Christian von Sachsen (1722–1763) ⚭ 1747 Maria Antonia von Bayern (1724–1780) | Kurfürst Friedrich Christian von Sachsen (1722–1763) ⚭ 1747 Maria Antonia von Bayern (1724–1780) | Kurfürst Friedrich Christian von Sachsen (1722–1763) ⚭ 1747 Maria Antonia von Bayern (1724–1780) | Herzog Ferdinand von Bourbon (1751–1802) ⚭ 1769 Maria Amalia von Österreich (1746–1804)   | Herzog Ferdinand von Bourbon (1751–1802) ⚭ 1769 Maria Amalia von Österreich (1746–1804)   | Herzog Ferdinand von Bourbon (1751–1802) ⚭ 1769 Maria Amalia von Österreich (1746–1804)                    | Herzog Ferdinand von Bourbon (1751–1802) ⚭ 1769 Maria Amalia von Österreich (1746–1804)          |
| Eltern                            | Maximilian von Sachsen (1759–1838) ⚭ 1792 Caroline von Bourbon-Parma (1770–1804)                 | Maximilian von Sachsen (1759–1838) ⚭ 1792 Caroline von Bourbon-Parma (1770–1804)                 | Maximilian von Sachsen (1759–1838) ⚭ 1792 Caroline von Bourbon-Parma (1770–1804)                 | Maximilian von Sachsen (1759–1838) ⚭ 1792 Caroline von Bourbon-Parma (1770–1804)                 | Maximilian von Sachsen (1759–1838) ⚭ 1792 Caroline von Bourbon-Parma (1770–1804)          | Maximilian von Sachsen (1759–1838) ⚭ 1792 Caroline von Bourbon-Parma (1770–1804)          | Maximilian von Sachsen (1759–1838) ⚭ 1792 Caroline von Bourbon-Parma (1770–1804)                           | Maximilian von Sachsen (1759–1838) ⚭ 1792 Caroline von Bourbon-Parma (1770–1804)                 |
| Maria Anna von Sachsen            |                                                                                                  |                                                                                                  |                                                                                                  |                                                                                                  |                                                                                           |                                                                                           | |                                                                                                  |